# Allium lacunosum
Allium lacunosum es una especie de planta bulbosa geófita del género Allium, perteneciente a la familia de las amarilidáceas, del orden de las Asparagales. Originaria de América del Norte.

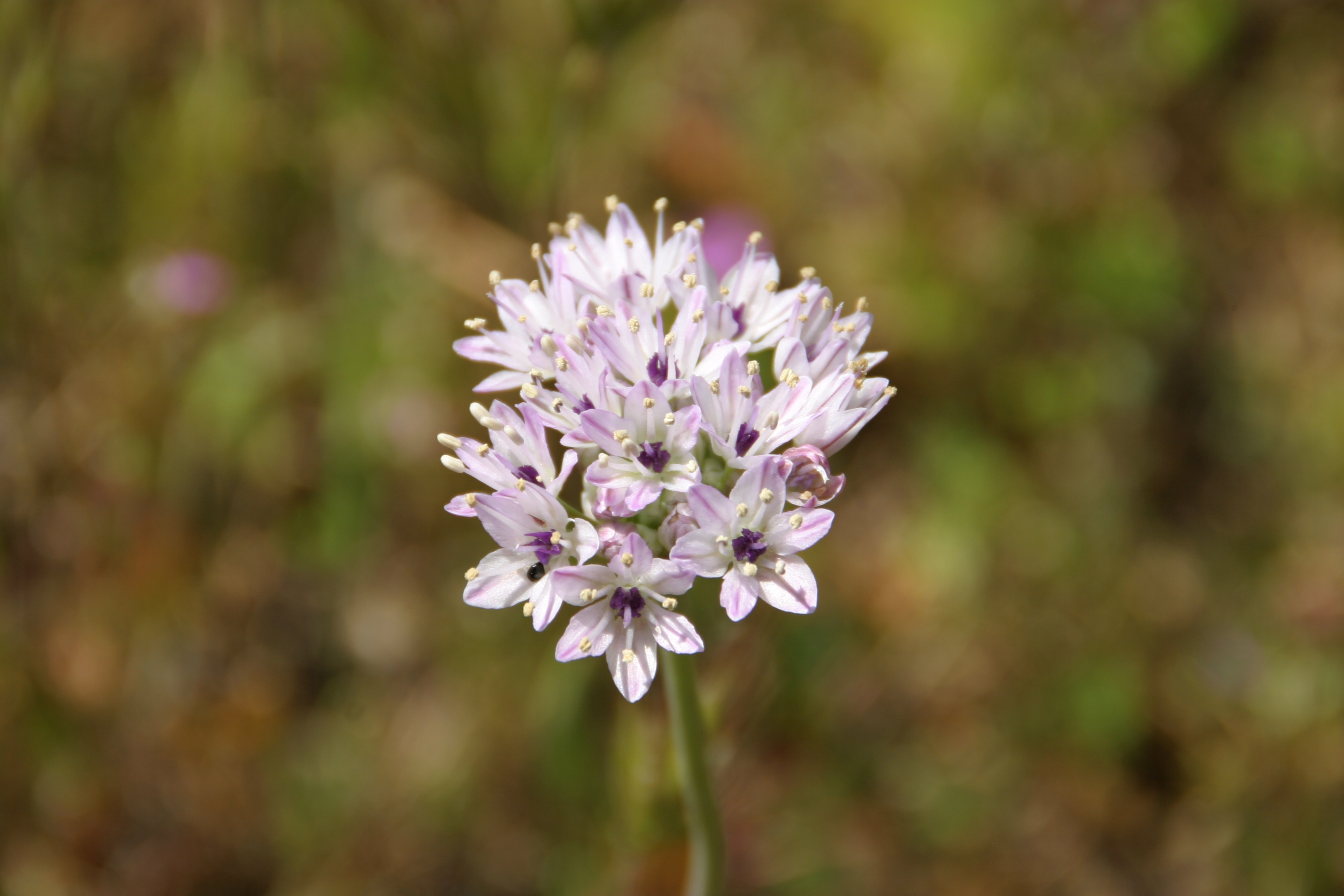
Inflorescencia

## Descripción
Allium lacunosum es endémica de California, donde es un miembro común de la flora en muchos tipos de hábitat, desde la bahía a la montaña o  al desierto. Esta cebolla crece de bulbo con una gruesa cubierta de color marrón amarillento que mide de uno o dos centímetros de largo. El tallo alcanza hasta unos 35 centímetros de altura máxima y por lo general tiene dos hojas que pueden ser tan o más largas que el tallo. La inflorescencia contiene hasta 45 flores de color blanco o rosa pálido con vetas oscuras, de menos de un centímetro de largo.

## Taxonomía
Allium lacunosum fue descrita por  Sereno Watson y publicado en Proceedings of the American Academy of Arts and Sciences 14: 231, en el año 1879.
Etimología
Allium: nombre genérico muy antiguo. Las plantas de este género eran conocidos tanto por los romanos como por los griegos. Sin embargo, parece que el término tiene un origen celta y significa "quemar", en referencia al fuerte olor acre de la planta. Uno de los primeros en utilizar este nombre para fines botánicos fue el naturalista francés Joseph Pitton de Tournefort (1656-1708).
lacunosum: epíteto latino que significa "lleno de huecos".
Variedades aceptadas
- Allium lacunosum var. davisiae (M.E.Jones) McNeal & Ownbey[5]